# Federico Bernardeschi
Federico Bernardeschi (16. únor 1994 Carrara, Itálie) je italský fotbalový záložník, který hraje od roku 2022 za kanadské Toronto. Mezi lety 2016 a 2022 odehrál také 39 utkání v dresu italské reprezentace, v nichž vstřelil 6 branek.
V roce 2016 se poprvé účastnil Mistrovství Evropy, v roce 2021 své druhé Mistrovství Evropy vyhrál.

## Kariéra

### Klubová
Od roku 2003 do roku 2013 působil ve Fiorentině na mládežnické úrovni. V ročníku 2013/14 si zahrál Serii B, kde byl na hostování v týmu FC Crotone, tam nastřílel 12 gólů.
Další sezónu se dokázal probojovávat do sestavy trenéra Vincenza Montelly a v závěru sezóny 2014/15 vstřelil svůj první ligový gól, přidal rovněž gólovou asistenci. Přispěl tak k výhře 3:0 nad AC ChievoVerona. V ročníku 2015/16 se poprvé trefil ve 24. kole v remízovém zápase (1:1) s Bolognou.
Tuto sezónu již oblékal dres s číslem 10, které před ním nosili hvězdy jako Giancarlo Antognoni nebo Roberto Baggio.

### Reprezentační
Trenér Roberto Mancini jej začátkem června zahrnul do nominace pro Mistrovství Evropy 2020, které bylo kvůli pandemii covidu-19 odložené o rok a konané napříč evropskými státy v roce 2021. Byl jedním ze sedmice italských fotbalistů se zkušenostmi z předchozího mistrovství. Semifinálový duel mezi Itálií a Španělskem 6. července 2021 dospěl po remíze 1:1 do prodloužení, během něhož Bernardeschi vyběhl na hřiště namísto gólového střelce Federica Chiesy. Jelikož se neurodil další gól, rozhodovaly zápas penalty, ve kterých uspěla po výsledku 4:2 Itálie. Bernardeschi svoji penaltu proměnil. Finále se hrálo 11. července na půdě soupeře Anglie na stadionu Wembley a Itálie se stala vítězem v penaltovém rozstřelu po výsledku 3:2. Ve druhém poločase znovu střídal Bernardeschi Chiesu, v tomto případě kvůli zranění. V penaltovém rozstřelu byl znovu poslán na penaltu a znovu ji proměnil.

## Přestupy
Zdroj:
- z Fiorentina do Juventus za 40 000 000 Euro
- z Juventus do Toronto zadarmo

## Statistika

### Klubová
| Sezóna               | Klub                 | Ligová soutěž        | Ligová soutěž | Ligová soutěž | Domácí poháry | Domácí poháry | Domácí poháry | Kontinentální poháry | Kontinentální poháry | Kontinentální poháry | Celkem | Celkem |
| Sezóna               | Klub                 | Soutěž               | Zápasy        | Góly          | Soutěž        | Zápasy        | Góly          | Soutěž               | Zápasy               | Góly                 | Zápasy | Góly   |
| -------------------- | -------------------- | -------------------- | ------------- | ------------- | ------------- | ------------- | ------------- | -------------------- | -------------------- | -------------------- | ------ | ------ |
| 2013/14              | Milán                | Serie B              | 38+1          | 12            | IP            | 0             | 0             | -                    | 0                    | 0                    | 39     | 12     |
| 2014/15              | Fiorentina           | Serie A              | 7             | 1             | IP            | 0             | 0             | EL                   | 3                    | 2                    | 10     | 3      |
| 2015/16              | Fiorentina           | Serie A              | 33            | 2             | IP            | 1             | 0             | EL                   | 7                    | 4                    | 41     | 6      |
| 2016/17              | Fiorentina           | Serie A              | 32            | 11            | IP            | 2             | 1             | EL                   | 8                    | 2                    | 42     | 14     |
| Celkem za Fiorentinu | Celkem za Fiorentinu | Celkem za Fiorentinu | 72            | 14            | -             | 3             | 1             | -                    | 18                   | 8                    | 93     | 23     |
| 2017/18              | Juventus             | Serie A              | 22            | 4             | IP+IS         | 3+1           | 0             | LM                   | 5                    | 1                    | 31     | 5      |
| 2018/19              | Juventus             | Serie A              | 28            | 2             | IP+IS         | 2+1           | 1+0           | LM                   | 8                    | 0                    | 39     | 3      |
| 2019/20              | Juventus             | Serie A              | 29            | 1             | IP+IS         | 3+0           | 0             | LM                   | 6                    | 1                    | 38     | 2      |
| 2020/21              | Juventus             | Serie A              | 27            | 0             | IP+IS         | 4+1           | 0             | LM                   | 7                    | 0                    | 39     | 0      |
| 2021/22              | Juventus             | Serie A              | 28            | 1             | IP+IS         | 2+1           | 1+0           | LM                   | 5                    | 0                    | 36     | 2      |
| Celkem za Juventus   | Celkem za Juventus   | Celkem za Juventus   | 134           | 8             | -             | 18            | 2             | -                    | 31                   | 2                    | 183    | 12     |
| 2022                 | Toronto              | MLS                  | 13            | 8             | KM            | 1             | 0             | -                    | 0                    | 0                    | 14     | 8      |
| 2023                 | Toronto              | MLS                  | 31            | 5             | KM            | 1             | 0             | -                    | 0                    | 0                    | 32     | 5      |
| 2024                 | Toronto              | MLS                  | ?             | ?             | KM            | ?             | ?             | -                    | 0                    | 0                    | ?      | ?      |
| Celkem za Toronto    | Celkem za Toronto    | Celkem za Toronto    | 45            | 13            | -             | 2             | 0             | -                    | 0                    | 0                    | 47     | 13     |
| Celkově              | Celkově              | Celkově              | 288           | 47            | -             | 22            | 3             | -                    | 49                   | 10                   | 362    | 60     |

### Reprezentační

#### Statistika na velkých turnajích
| Reprezentace | Rok     | Zápasy             | Zápasy | Zápasy    | Zápasy           | Zápasy           | Zápasy            |
| Reprezentace | Rok     | Fáze turnaje       | Datum  | Soupeř    | Odehraných minut | Vstřelené branky | Výsledek          |
| ------------ | ------- | ------------------ | ------ | --------- | ---------------- | ---------------- | ----------------- |
| Itálie       | ME 2016 | 3 zápas ve skupině | 22. 6. | Irsko     | 60               | 0                | 0:1               |
| Itálie       | ME 2020 | 1 zápas ve skupině | 11. 6. | Turecko   | 5                | 0                | 3:0               |
| Itálie       | ME 2020 | 3 zápas ve skupině | 16. 6. | Wales     | 75               | 0                | 1:0               |
| Itálie       | ME 2020 | Semifinále         | 6. 7.  | Španělsko | 13               | 0                | 1:1 (4:2 na pen.) |
| Itálie       | ME 2020 | Finále             | 11. 7. | Anglie    | 34               | 0                | 1:1 (3:2 na pen.) |

#### Reprezentační branky
| Gól | Datum        | Stadion                                   | Soupeř          | Skóre | Výsledek | Soutěž                 |
| --- | ------------ | ----------------------------------------- | --------------- | ----- | -------- | ---------------------- |
| 010 | 11. 6. 2017  | Stadio Friuli, Udine, Itálie              | Lichtenštejnsko | 4:0   | 5:0      | Kvalifikace na MS 2018 |
| 02  | 10. 10. 2018 | Stadio Luigi Ferraris, Janov, Itálie      | Ukrajina        | 1:0   | 1:1      | Přátelské utkání       |
| 03  | 12. 10. 2019 | Stadio Olimpico, Řím, Itálie              | Řecko           | 2:0   | 2:0      | Kvalifikace na ME 2020 |
| 04  | 15. 10. 2019 | Rheinpark Stadion, Vaduz, Lichtenštejnsko | Lichtenštejnsko | 0:1   | 0:5      | Kvalifikace na ME 2020 |
| 05  | 11. 11. 2020 | Stadio Artemio Franchi, Florencie, Itálie | Estonsko        | 2:0   | 4:0      | Přátelské utkání       |
| 06  | 28. 5. 2021  | Unipol Domus, Cagliari, Itálie            | San Marino      | 1:0   | 7:0      | Přátelské utkání       |

## Úspěchy

### Klubové
- vítěz italské ligy (3x)

Juventus: 2017/18, 2018/19, 2019/20
- vítěz italského poháru (2x)

Juventus: 2017/18, 2020/21
- vítěz italského superpoháru (2x)

Juventus: 2018, 2020

### Reprezentační
- 2× na ME (2016, 2020 - zlato)
- 2× na ME U21 (2015, 2017 - bronz)
- 1x ve finále Ligy národů UEFA (2020/21 - bronz)
- 1x Finalissima 2022

### Individuální
- 1x All Stars Team na ME U21 (2017)

### Vyznamenání
Řád zásluh o Italskou republiku (16. 7. 2021) z podnětu Prezidenta Itálie 